# Piotr Krawczyk
Piotr Krawczyk (Siedlce, 29 dicembre 1994) è un calciatore polacco, attaccante del Wisła Płock.

## Carriera
Ha giocato nella prima divisione polacca.